# 維斯特盧1
維斯特盧1（通常縮寫為Wd1）是在銀河系內的一個緊湊、年輕星團，與地球的距離在3,500-5,000秒差距。事實上，它是在本星系群裡質量最大的一個緊湊型年輕星團。它是本特·維斯特盧在1961年發現的，但是由於在這個方向上高度的星際消光（吸收），多年來都缺乏大規模的研究。 
這個星團擁有許多罕見的、進化中的天體，包括：6顆黃特超巨星、4顆紅超巨星、24顆沃夫-瑞葉星、1顆高光度藍變星、許多OB巨星、和不平常的sgB[e]星，這可能是最近合併後的恆星殘骸。此外，X射線的觀察顯示存在著反常X射線脈衝CXO J164710.2-455216，前身必需是大質量恆星才能形成的緩慢旋轉中子星。維斯特盧1的恆星被認為是在單一的暴發下形成的，這意味著這些恆星有著類似的年齡和組成。
除了擁有一些銀河系中質量最大和理解最少的恆星之外，維斯特盧1是相對而言在附近、最容易觀測的超星團，是最有利與值得觀測的例子，它有助天文學家了解、說明與確定在銀河系外的超星團內發生了甚麼。

## 觀測
O7-8V是維斯特盧1 內最明亮的主序星，V-波段光度的星等是20.5，因此在可見光的波長上Wd1是在光度分類的Ib和II，即從高光度的主序後星（V-波段星等14.5-18，絕對星等-7至-10），到低光度的主序後星（V-波段星等18-20）。由於在Wd1的方向上有著極高的星際消光，因此很難觀測U-波段和B-波段，大多數的觀測都是在光譜的紅色末端或紅外線的R-波段和I-波段上進行的。在這個星團內的恆星一般都使用維斯特盧所介紹的分類法來命名，然而對沃夫-瑞葉星仍會使用通常約定的名稱。
在X射線的波長上，Wd1顯示來自星際氣體的瀰漫性輻射和來自大質量的主序後星與低質量的主序前星兩著的點發射源。維斯特盧1磁星與sgB[e]星W9、聯星W30a（推測）、和沃夫-瑞葉星WR A、WR B和所有的牆X射線源，是在這個星團內最明亮的X射線點源。大約有50個其它的X射線點源是與明亮的可見光源相關聯的。最後，在無線電波的波長上，sgB[e]星W9、紅超巨星W20和W26是強烈的無線電波源，然而也檢測到大部分的低溫特超巨星和少數的OB超巨星與沃夫-瑞葉星。

## 年齡和演化情況
依據恆星演化的模型，比較恆星族群的分布，估計Wd1的年齡是400-500萬年。值得注意的是存在於Wd1的沃夫-瑞葉星和紅與黃的超巨星的數量，對年齡的強制約束：理論上認為質量很大的恆星至少要經過400萬年才能發展成為紅超巨星的階段，而沃夫-瑞葉星的族群在500萬年後會快速的衰老。儘管對Wd1低質量恆星的觀測認為年齡是350萬年，但是以紅外線觀測後期O型主序星的年齡範圍，顯示大體上是一致的。
如果Wd1的恆星形成距有典型的初始質量函數，那麼這個星團原本應該有許多大質量的恆星，像是目前在年輕的圓拱星團觀測。目前估計Wd1的年齡大於這些恆星的生命期，並且恆星演化模型也表明已經有50-150顆超新星在最近的一百萬年以每一萬年一科的頻率出現在Wd1。然而，令人費解的是，迄今只明確的檢測到一個超新星的殘骸 － 維斯特盧1磁星 － 並且缺乏其它的緻密天體和高質量X射線聯星。若干建議已經被提出，包括高超新星反衝速度摧毀了聯星系統，緩慢形成吸積（並且因而無法檢測）的恆星質量黑洞，或是聯星系統中的兩者都是緻密天體，但是問題仍然未能解決。
Wd1中的恆星有著相同的年齡、組成和距哩，意味著這個星團是理解大質量恆星演化的理想環境。同時存在的恆星展現出進入和離開主序帶的恆星，是對現存恆星演化模型強烈的測試，這也是目前無法正確預測在Wd1中觀測到的次型沃夫-瑞葉星分布。

## 外部連結
- Artist’s impression of a magnetar X-ray satellites catch magnetar in gigantic stellar ‘hiccup’ （页面存档备份，存于）, ESA website, 2007
- Simbad （页面存档备份，存于）
- Image of Westerlund 1